# Prospodium
Prospodium is een geslacht van schimmels behorend tot de familie Uropyxidaceae. De typesoort is Prospodium appendiculatum.

## Soorten
Het geslacht telt in totaal 84 soorten (peildatum april 2022):
| Soortnaam                    | Auteur(s)                                          | Publicatiejaar |
| ---------------------------- | -------------------------------------------------- | -------------- |
| Prospodium abortivum         | (Cummins) A.A. Carvalho & J.F. Hennen              | 2010           |
| Prospodium aculeatum         | (Cummins) A.A. Carvalho & J.F. Hennen              | 2010           |
| Prospodium aequinoctialis    | (Holw.) Cummins                                    | 1940           |
| Prospodium amapaense         | J.F. Hennen & Sotão                                | 1996           |
| Prospodium amazonense        | (P. Syd. & Syd.) Cummins                           | 1940           |
| Prospodium amphilophii       | (Dietel & Holw.) Arthur                            | 1907           |
| Prospodium anemopaegmatis    | (Henn.) Cummins                                    | 1940           |
| Prospodium anomalum          | H.S. Jacks. & Holw.                                | 1932           |
| Prospodium appendiculatoides | (Henn.) Cummins                                    | 1940           |
| Prospodium appendiculatum    | (Kuntze) Arthur                                    | 1907           |
| Prospodium araguatum         | F. Kern & Thurst.                                  | 1944           |
| Prospodium arrabidaeae       | H.S. Jacks. & Holw.                                | 1932           |
| Prospodium bahamense         | Arthur                                             | 1908           |
| Prospodium baphiicola        | J.M. Yen                                           | 1976           |
| Prospodium bicristatum       | Berndt & F.O. Freire                               | 2007           |
| Prospodium bignoniacearum    | (Speg.) Cummins                                    | 1940           |
| Prospodium cadenae           | Salazar-Yepes & Buriticá                           | 2008           |
| Prospodium compressum        | (Dietel) Cummins                                   | 1940           |
| Prospodium concinnum         | Syd.                                               | 1930           |
| Prospodium conjunctum        | (Dietel & Holw.) Cummins                           | 1940           |
| Prospodium constrictum       | Cummins                                            | 1940           |
| Prospodium cordobense        | (Henn.) Cummins                                    | 1940           |
| Prospodium couraliae         | Syd.                                               | 1925           |
| Prospodium cremastum         | H.S. Jacks. & Holw.                                | 1932           |
| Prospodium crusculum         | (A.A. Carvalho & J.F. Hennen) Aime & Rossman       | 2018           |
| Prospodium cumminsii         | F. Kern & Thurst.                                  | 1944           |
| Prospodium cyathiforme       | Cummins                                            | 1940           |
| Prospodium cydistae          | Mains                                              | 1935           |
| Prospodium delostomae        | (H.S. Jacks. & Holw.) López-Alzate & Salazar-Yepes | 2017           |
| Prospodium destruens         | (Henn.) A.A. Carvalho & J.F. Hennen                | 2010           |
| Prospodium elegans           | (J. Schröt.) Cummins                               | 1940           |
| Prospodium erebia            | (Syd. & P. Syd.) Bagyan. & Ravinder                | 1995           |
| Prospodium erinaceum         | Syd.                                               | 1932           |
| Prospodium evernium          | Syd.                                               | 1932           |
| Prospodium figueiredoi       | A.A. Carvalho & J.F. Hennen                        | 2010           |
| Prospodium fimbriatum        | A.A. Carvalho & J.F. Hennen                        | 2010           |
| Prospodium funalis           | A.A. Carvalho & J.F. Hennen                        | 2010           |
| Prospodium gentryi           | A.A. Carvalho & J.F. Hennen                        | 2010           |
| Prospodium haplophylli       | (Henn.) A.A. Carvalho & J.F. Hennen                | 2010           |
| Prospodium holwayi           | H.S. Jacks.                                        | 1932           |
| Prospodium impolitum         | H.S. Jacks. & Holw.                                | 1932           |
| Prospodium irregulare        | Cummins                                            | 1940           |
| Prospodium kisimovae         | Berndt                                             | 2002           |
| Prospodium laevigatum        | J.F. Hennen & Sotão                                | 1996           |
| Prospodium laevissimum       | (Speg.) Cummins                                    | 1940           |
| Prospodium lippiae           | (Speg.) Arthur                                     | 1918           |
| Prospodium lundiae           | H.S. Jacks. & Holw.                                | 1932           |
| Prospodium macfadyenae       | Meir. Silva, O.L. Pereira & R.W. Barreto           | 2012           |
| Prospodium manabii           | Berndt                                             | 1998           |
| Prospodium mansoae           | A.A. Carvalho & J.F. Hennen                        | 2010           |
| Prospodium medusae           | (Speg.) Cummins                                    | 1940           |
| Prospodium memorae           | (Henn.) Cummins                                    | 1940           |
| Prospodium mexicanum         | A.A. Carvalho & J.F. Hennen                        | 2010           |
| Prospodium minasense         | A.A. Carvalho & J.F. Hennen                        | 2010           |
| Prospodium oblectum          | Syd.                                               | 1932           |
| Prospodium oblectum          | Syd.                                               | 1952           |
| Prospodium palmatum          | H.S. Jacks. & Holw.                                | 1932           |
| Prospodium paraguayense      | (Speg.) Speg.                                      | 1925           |
| Prospodium perelegans        | (Speg.) Cummins                                    | 1940           |
| Prospodium perodiosum        | Cummins                                            | 1940           |
| Prospodium perornatum        | Syd.                                               | 1936           |
| Prospodium peruvianum        | (P. Syd. & Syd.) Arthur                            | 1929           |
| Prospodium piracicabanum     | Viégas                                             | 1945           |
| Prospodium pithecoctenii     | (Pazschke) Cummins                                 | 1940           |
| Prospodium plagiopus         | (Mont.) Arthur                                     | 1912           |
| Prospodium praeclarum        | (P. Syd. & Syd.) Cummins                           | 1940           |
| Prospodium pseudozonatum     | Viégas                                             | 1945           |
| Prospodium puttemansii       | A.A. Carvalho & J.F. Hennen                        | 2010           |
| Prospodium quitense          | (Syd.) Thirum. & F. Kern                           | 1955           |
| Prospodium singeri           | Petr.                                              | 1957           |
| Prospodium stizophylli       | H.S. Jacks. & Holw.                                | 1932           |
| Prospodium suppressum        | Arthur                                             | 1922           |
| Prospodium tabebuiae         | F. Kern                                            | 1928           |
| Prospodium tecomicola        | (Speg.) H.S. Jacks. & Holw.                        | 1932           |
| Prospodium tirumalense       | Bagyan., Ravinder & P. Ramesh                      | 1998           |
| Prospodium transformans      | (Ellis & Everh.) Cummins                           | 1940           |
| Prospodium trinidadense      | Cummins                                            | 1940           |
| Prospodium tuberculatum      | (Kuntze) Arthur                                    | 1912           |
| Prospodium tumefaciens       | J.C. Lindq.                                        | 1978           |
| Prospodium tynanthi          | A.A. Carvalho & J.F. Hennen                        | 2010           |
| Prospodium venezuelanum      | F. Kern                                            | 1938           |
| Prospodium vertiseptum       | J.F. Hennen & Cummins                              | 1973           |
| Prospodium vonguntenii       | (Mayor) Dietel                                     | 1928           |
| Prospodium wulffiae          | Thurst.                                            | 1940           |